# セイヨウトチノキ
セイヨウトチノキ（学名：Aesculus hippocastanum、英: Horse-chestnut, Conker tree）は、大型の落葉樹である。マロニエ（仏: marronnier）ともいい、こちらが標準和名となっている。

## 名称
セイヨウトチノキは「マロニエ」ともいう。また、英語で horse-chestnut、ドイツ語で Rosskastanie、フランス語でchâtaignier des chevaux すなわち「馬の栗」とも言われる。これは、「この木は栗の仲間である」という誤解と、馬の胸部疾患の治療に用いられたことに由来する。馬への利用はトルコに始まりヨーロッパに伝えられた。

## 分布
バルカン半島のマケドニアの山岳地帯やブルガリア南部からトルコの森林地帯が原産地とされている。ギリシア、アルバニア、マケドニア共和国、セルビア、ブルガリアなど、バルカン半島の山地の狭い地域に自生する。また、温帯域では世界で広く栽培されている。自生地のギリシアやバルカン半島では、その数が少なくなったと言われるが、世界中の造園家や都市計画者が植栽したことによって温暖地の都市公園や大通りで見ることができる。

## 生育

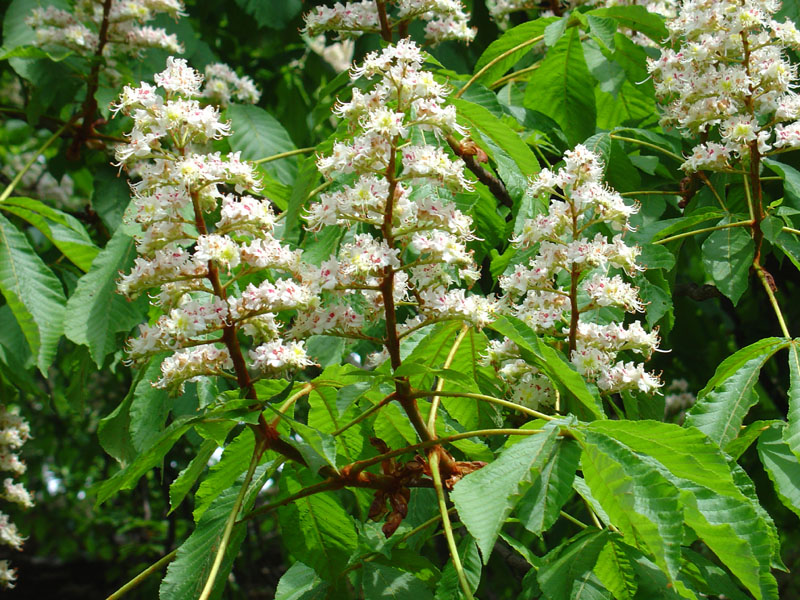
花

成長すると36メートル (m) の高さになり、幹と枝は太く、ドーム状（釣鐘形）の樹冠が形成される。早春に枝先に出る若芽はべたつき、5月には小葉が展開する。葉は掌状複葉で、各々13センチメートル (cm) から30 cmの小葉が5 - 7枚向かい合って付き、7 cmから20 cmの葉柄を持つ60 cm程度の掌形となる。葉が落ちた後に枝に残る葉痕は、7つの「爪」を備えた特徴的な馬蹄形になる。
花期は春。葉が出たあとに20個から50個の小花からなる円錐花序が立ち上がり、高さは10 cmから30 cmになる。花は通常白色で赤い斑点がある。花期のセイヨウトチノキは、見た目もさながら巨大な枝つき燭台のような華やかさがある。虫媒花でミツバチとは共生関係にあり、ミツバチによって木々へ花粉が運ばれ、その見返りにエネルギーになる花蜜をミツバチに提供している。蜜を吸われた花は、花色を黄色からオレンジ色、深紅色へと変え、ミツバチに他の花へいくように教えている。
それぞれの円錐花序からは、通常1個から5個の果実（蒴果）ができる。果実は緑色で柔らかいとげのあるカプセル状で、熟して割れると1つの（稀に2つか3つの）トチの実と呼ばれるナッツのような種子が現れる。トチの実（種子）は直径2 - 4 cm、光沢のある茶色であり、底に白色の跡がある。

## 歴史
セイヨウトチノキはギリシアの山地には自生していたものの、ヨーロッパの他地方では知られていなかった。オーストリア大使としてオスマン帝国に駐在していたブスベックはヨーロッパにチューリップを伝えたことで知られているが、1557年、そのブスベックがコンスタンティノープル（現在のイスタンブール）でセイヨウトチノキについて書いた文章が最古の文献となる。セイヨウトチノキについての最初の叙述は、1562年の博物学者マッティオーリの著書『ディオスコリデス薬物誌』に見られる。
ウィーンのマキシミリアン2世に仕えた庭師のクルシウスがヨーロッパに株を移入した。1615年にはバシュリエがフランスに株を移入している。
17世紀、樹皮と種子が薬剤製造者から解熱剤として評価されるようになるとキナノキの代用品として用いられるようになった。1806年のナポレオン1世の大陸封鎖令で製薬原料をフランス国内で調達しなければならなくなりセイヨウトチノキが見直された。それでも信頼性の高いキナノキのほうが好まれた。
セイヨウトチノキの血行不全への効用が広く認知されるようになるとともに解熱剤の特性では利用されなくなった。

## 利用

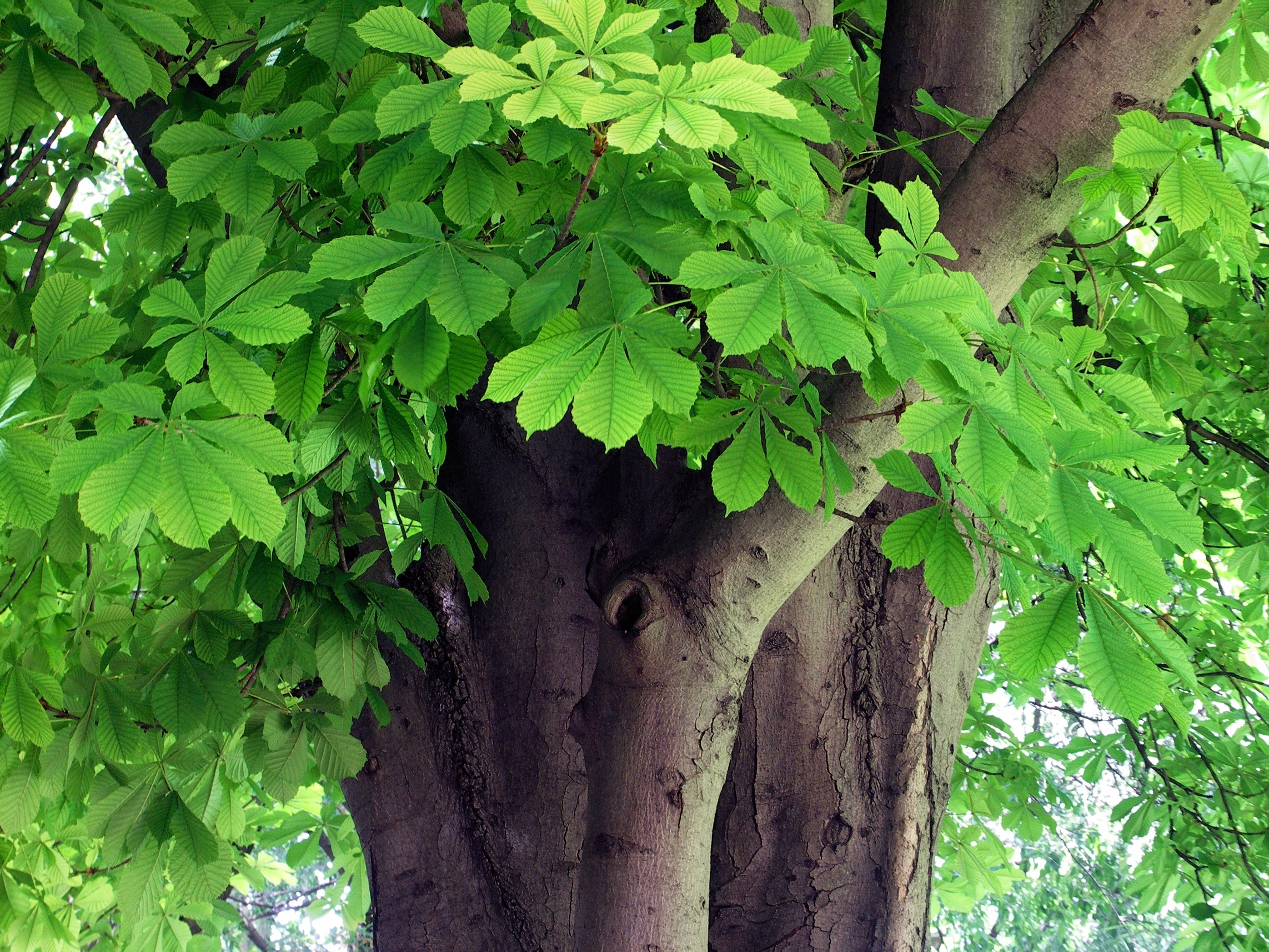
葉と幹

春に咲く美しい花のための栽培は、夏が暑すぎない気候の領域で成功している。その北限は、カナダのエドモントン、アルバータや、ノルウェーのフェロー諸島、ハーシュタ等である。南方では、冷涼な山地が生育に適している。花は花見の観光客を引きつけ、ミツバチにとっても蜂蜜をとる蜜源植物となっている。

### 実の利用

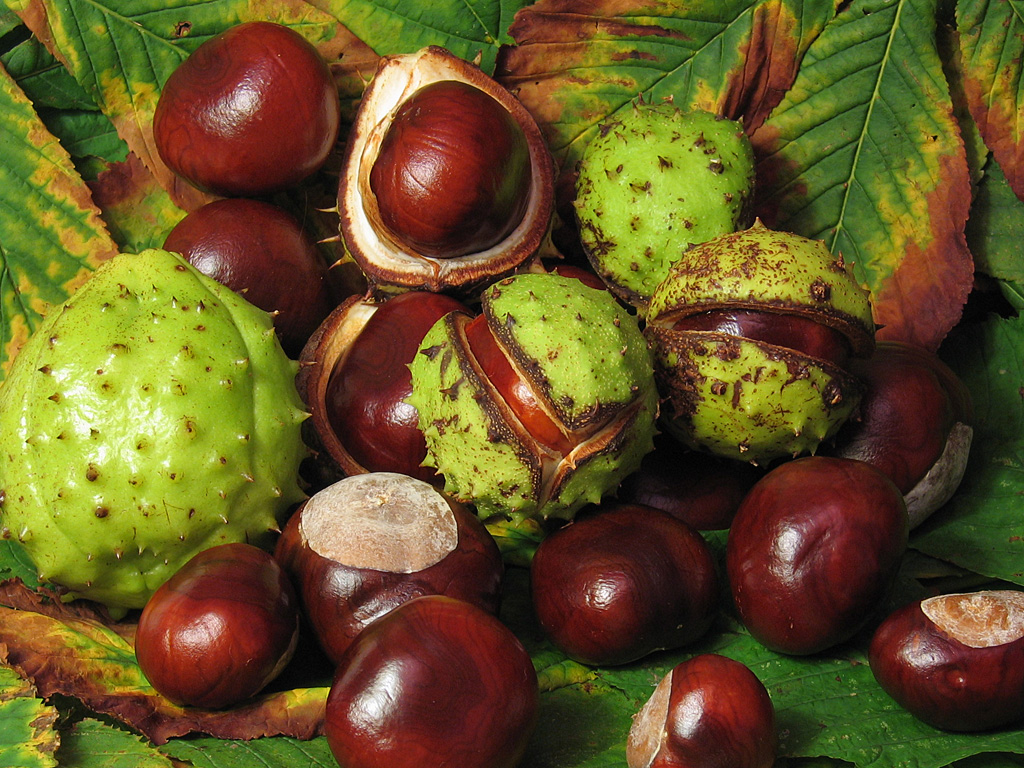
種子

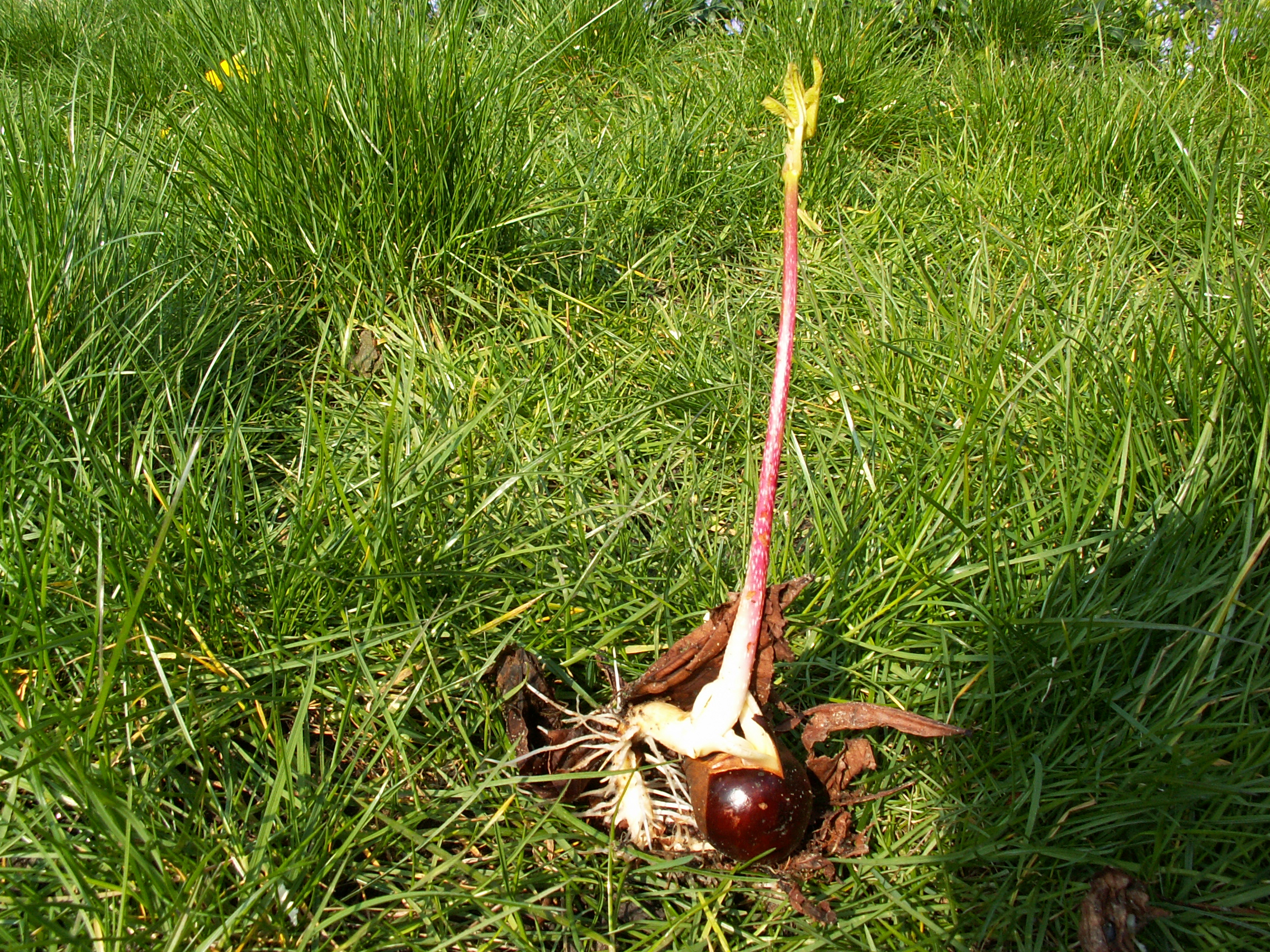
芝生の上での発芽

若くて新鮮な実はアルカロイドのサポニンやグルコシダーゼを含み、弱毒である。触れるだけでは危険ではないが、食べると病気になる恐れがある。
サポニンを含むうえに苦くてまずいため食用にはしない。ただし北米の先住民族はサポニンを除去するため長時間かけて実を茹でてから食していた。また静脈系疾患向けに乾燥エキス剤に加工されているものもある。サポニンアエスシンは、静脈瘤、浮腫、捻挫等に対して健康目的で用いられ、食品添加物としても入手できる（→食用に関してはマロン (植物)を参照）。
シカ等のある種の哺乳類は、毒を分解し、安全に食べることができる。馬にとっては健康に良いと言われるが、証明はされておらず、馬に与えることは賢明ではない。
かつて、トチの実はフランスやスイスで麻や亜麻、絹、羊毛等の脱色に用いられていた。石鹸分を含むため、6リットルの水当たり20個の実の皮をむいてやすりをかけるか乾燥させ、石臼で挽いてリンネルや毛織物等の洗濯に利用されていた。
2つの大戦の間、トチの実はデンプンの原料として使われ、このデンプンはハイム・ヴァイツマンの考案したClostridium acetobutylicum 発酵法を用いてアセトンの合成に用いられた。アセトンはバリスタイトからのコルダイトの成形の溶剤として用いられた。
イギリスやアイルランドでは、種子が子供の遊びに使われている。種子は英語で conker（コンカー）といい、子供たちはこれを使って「コンカーズ」という遊びをする。この遊びはコンカー（種子）に孔をあけて靴紐を通し、紐を振り回してぶつけ合って、相手のコンカーを割るというものである。なお、トチの実は、客間に飾るとクモを避けるという迷信がある。

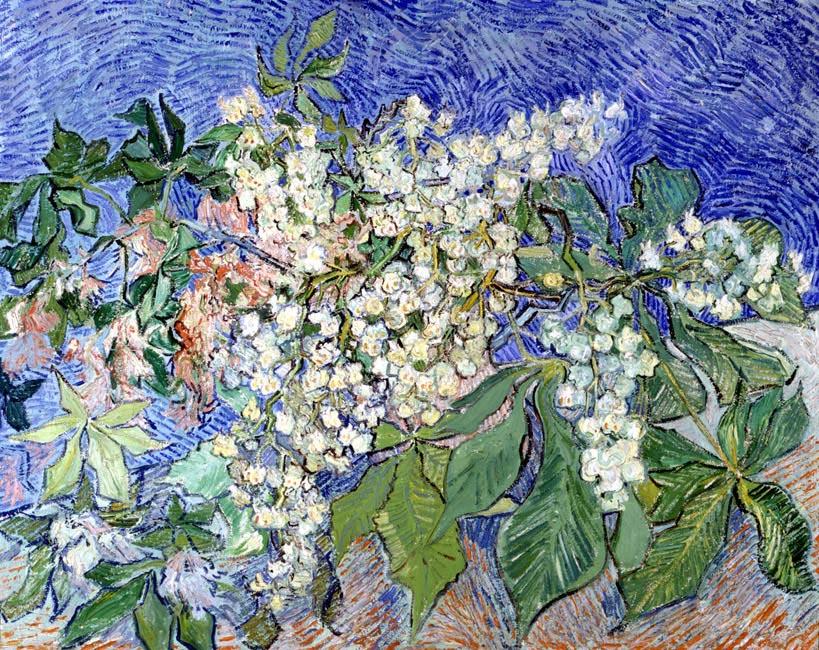
フィンセント・ファン・ゴッホ 『花咲くマロニエの枝』／1890年の油彩画。ビュールレ・コレクション。日本語では『花咲く栗の枝』の訳題でもよく知られているが、描かれているのは、フランス人にとって親しみ深いマロニエである。「名称」節も参照。

### 樹木の利用
1576年にウィーンで植樹されたのち、次々とヨーロッパの並木として、また公園樹木として利用されるという流行を見た。現在も並木として、また公園やレストランの中庭などで夏の木陰を提供していて、例えばフランス・パリのシャンゼリゼ通りの並木がよく知られている。
セイヨウトチノキの花は、ウクライナの首都キーウ（ロシア名：キエフ）のシンボルである。キーウでは19世紀初頭にマロニエを植えることが流行して以来、その熱は冷めることなく続き、実際にマロニエの樹がキーウ市内にたくさん植えられている。
アムステルダムの中央にあるセイヨウトチノキ（マロニエ）は『アンネの日記』で言及されており、「アンネ・フランクの木」として有名である。第二次世界大戦中、アンネが隠れ住んでいたアムステルダムの屋根裏部屋からこのマロニエを見ることができたが、彼女は日記に、冬に葉が落ちても春になれば再び緑になるのだという希望の言葉を書いた。しかし、アンネは密告者の裏切りによりナチス親衛隊に捕らえられ、生き延びることができなかった。2010年にこのマロニエの樹が枯れたときには、その種子から苗木が育てられ、希望のしるしとして、また相互に理解し多様性に敬意を表する社会への願いの象徴として、各地に配布された。